# Comité Ciudadano Solidaridad
El Comité Ciudadano Solidario (Komitet Obywatelski "Solidarność", KO "S"), también conocido como Comité Electoral Ciudadano (Obywatelski Komitet Wyborczy) y anteriormente nombrado "Comité Ciudadano con Lech Wałęsa" (Komitet Obywatelski przy Lechu Wałęsie), fue una organización política inicialmente semi-legal de la oposición democrática en la Polonia comunista. 
Formado el 18 de diciembre de 1988 en las instalaciones de la iglesia de la Divina Misericordia en Varsovia, se convirtió espontáneamente en un movimiento nacional que atrajo a una gran mayoría de partidarios del cambio político radical en el país después de la conclusión de las conversaciones de la Mesa Redonda (6 de febrero al 4 de abril de 1989) y el anuncio de elecciones generales semi-libres para el 4 de junio de ese año.
El semanario sindical relanzado Tygodnik Solidarność, luego editado por Tadeusz Mazowiecki; y el nuevo Gazeta Wyborcza (hoy el periódico diario más grande de Polonia), editado por Adam Michnik y lanzado el 8 de mayo de 1989, se convirtió en órganos influyentes para el movimiento. Su nombre proviene del sindicato independiente Solidaridad. 

## Historia
De acuerdo con los Acuerdos de la Mesa Redonda, el 35%, es decir, 161 de 460 escaños del Sejm, la cámara baja del parlamento polaco, se asignarían por elección libre. En el período previo a las elecciones, el Comité Ciudadano decidió nominar tantos candidatos en cada circunscripción como había escaños disponibles democráticamente. El Acuerdo de la Mesa Redonda también incluyó la restauración de una cámara alta del parlamento menos poderosa, el Senado, que había sido abolida en 1946, para acomodar la demanda de la oposición de representación parlamentaria. El nuevo Senado debía tener 100 escaños, todos los cuales se asignarían en una elección libre. El Comité Ciudadano nominó a un candidato para cada escaño. 
En su campaña, el Comité Ciudadano se basó en su "Documento Electoral" Gazeta Wyborcza, y en carteles electorales impresos en su mayoría de manera no oficial por una extensa red de imprentas samizdat, que habían estado operando durante la década de 1980. Todos los candidatos tenían un artículo en Gazeta Wyborcza y carteles que los mostraban con la figura decorativa de la oposición, Wałęsa. También hubo otros motivos, el más famoso quizás el cartel minimalista del "Mediodía" que anuncia las elecciones como el enfrentamiento final entre el gobierno y el pueblo.
Celebrada en dos votaciones los días 4 y 18 de junio, la elección resultó en una victoria aplastante de la oposición organizada en el Comité Ciudadano, que ganó los 161 escaños disponibles en el Sejm y 99 de cada 100 escaños en el Senado. El único escaño en el Senado fue ganado por el candidato independiente Henryk Stokłosa. Los candidatos del Comité ganaron por un amplio margen en todas las circunscripciones, recibiendo con frecuencia más del 90% de los votos.
Los candidatos independientes que no forman parte del Comité obtuvieron un total del 40% de todos los votos no emitidos para el gobernante Partido Obrero Unificado Polaco y sus afiliados. Incluso en estas elecciones históricas de "enfrentamiento", la participación fue solo del 62% en la primera y del 26% en la segunda votación y las bajas participaciones han seguido siendo un problema en todas las elecciones polacas desde entonces. 
El 24 de agosto de 1989, el nuevo "Contrato Sejm" eligió al candidato del Comité Ciudadano, Tadeusz Mazowiecki, como Primer Ministro, convirtiéndolo en el primer jefe de gobierno no comunista al este del Telón de Acero, mientras que la presidencia permaneció en manos del partido gobernante.
Como el Comité no era un partido político típico, sino una organización espontánea y poco estructurada para facilitar y enfocar los esfuerzos preelectorales de la oposición, no sobrevivió a su propio triunfo por mucho tiempo. El 23 de junio de 1989, los candidatos al Comité que se encontraban en el Sejm formaron el Club Parlamentario de Ciudadanos (Obywatelski Klub Parlamentarny, OKP), que eligió a Bronisław Geremek como presidente. 
Sin embargo, las fricciones políticas pronto ocurrieron dentro del OKP. Finalmente, surgieron dos facciones rivales del OKP y su entorno político, a saber, un ala más conservadora y populista que formó el Acuerdo del Centro del partido (Porozumienie Centrum, PC) el 12 de mayo de 1990 liderado por Lech Kaczyński, mientras que el ala más liberal e "intelectual" representado por Geremek formó su propio partido llamado Movimiento Ciudadano para la Acción Democrática (Ruch Obywatelski Akcja Demokratyczna, ROAD) que más tarde se convirtió en la Unión Democrática (Unia Demokratyczna, UD), Union de la Libertad (Unia Wolności, UW) y más recientemente El Partido Demócrata de Polonia (Partia Demokratyczna (PD), también conocido como demokraci.pl . La división entre los herederos conservadores y liberales de Solidaridad se hizo evidente en las elecciones presidenciales de 1990, cuando los conservadores apoyaron a Wałęsa mientras los liberales nominaban a Mazowiecki como su propio candidato. Esta escisión continúa dando forma al panorama político polaco hasta el día de hoy.